# آرامگاه شیخ جنید
آرامگاه شیخ جنید (ترکی آذربایجانی: Şeyx Cüneyd türbəsi) بنایی است در روستای هزره، شهرستان قوسار در جمهوری آذربایجان که مقبره شیخ جنید پدر بزرگ شاه اسماعیل یکم در آن قرار دارد.